# جو فلین
جو فلین (انگلیسی: Joe Flynn; ۸ نوامبر ۱۹۲۴ – ۱۹ ژوئیهٔ ۱۹۷۴) یک هنرپیشه اهل ایالات متحده آمریکا بود.
از فیلم‌ها یا برنامه‌های تلویزیونی که وی در آن نقش داشته‌است می‌توان به ماشین حساب عوضی، میمون زرنگ، شما او را می‌بینید، بابای فوق‌العاده، قوی‌ترین مرد جهان و بتمن اشاره کرد.
فلین در طول زندگی خود ارتباط قوی با زادگاهش داشت. او اغلب به یانگستاون برمی‌گشت تا خانواده‌ای را  ببیند. فلین برای قدردانی از کمک هایش در حوزه پخش، نهمین دریافت کننده جایزه انجمن پخش کنندگان اوهایو شد. 